# Voivodato di Radom

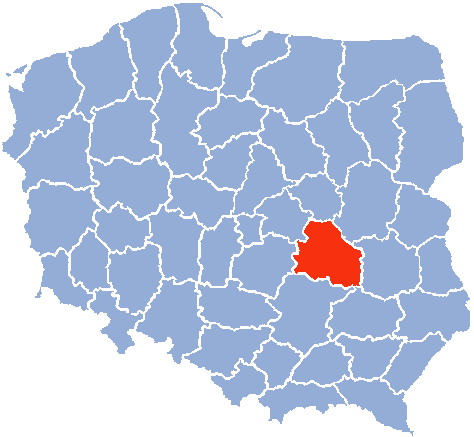
Voivodato di Radom

Il voivodato di Radom (in polacco: województwo radomskie) fu un'unità di divisione amministrativa e governo locale della Polonia esistito tra gli anni 1975 e 1998. Con la nuova suddivisione in voivodati del 1999, il suo territorio è stato inglobato nel voivodato della Masovia.
La capitale era Radom.

## Principali città (popolazione nel 1995)
- Radom (232.300)
- Pionki (22.100)
- Kozienice (21.500)